# Sammy Baird
Stuart Samuel Baird (Denny, 1930. május 13. – Bangor, 2010. április 21.) skót válogatott labdarúgó. 

## Pályafutása

### Klubcsapatban
1949 és 1954 között a Clyde FC csapatában játszott. Az 1954–55-ös idényben az angol Preston North Endben szerepelt. 1955-től 1960-ig a Rangers játékosa volt, melynek tagjaként bajnokságot és kupát nyert. 1960 és 1962 között a Hibernian együttesében szerepelt. 1962 és 1963 között a Third Lanark együttesében játszott. 1964-ben a Stirling Albionban fejezte be a pályafutását. 

### A válogatottban
1956 és 1958 között 7 alkalommal szerepelt a skót válogatottban és 2 gólt szerzett. Részt vett az 1958-as világbajnokságon, ahol a Franciaország elleni csoportmérkőzésen gólt szerzett.

## Sikerei, díjai
Rangers FC
- Skót bajnok (3): 1955–56, 1956–57, 1958–59
- Skót kupagyőztes (1): 1959–60
- Skót ligakupa-döntős (1): 1957–58